# Музей Константина Васильева
Музе́й славя́нской культу́ры имени Константи́на Васи́льева (В 1998—2012 годах — Музей творчества художника Константина Васильева) — художественный музей русского художника XX века Константина Васильева, расположенный на севере Москвы в районе Лианозово. Музей учреждён в 1998 году по инициативе членов «Клуба любителей живописи Константина Васильева» под председательством Анатолия Доронина.

## История

### Открытие музея
После смерти Константина Васильева в 1976 году друзья художника организовали выставки его картин в Казани и Знаменском соборе в Москве. Мероприятия пользовались популярностью среди населения, что позволило организаторам экспонировать картины и за рубежом: Испании, Югославии, Германии и Болгарии.
В 1988 году поклонники творчества художника организовали «Клуб любителей живописи Константина Васильева». По инициативе клуба в 1998 году был открыт музей, директором которого стал близкий друг семьи Васильевых Анатолий Доронин.

### Здание
Музей располагается в особняке промышленника Степана Лианозова, построенном в 1903 году для его возлюбленной. Здание является типичным примером дачной архитектуры начала XIX—XX веков. Вокруг дома был разбит парк в английском стиле, украшенный статуями, стилизованными под древнегреческие скульптуры.
Во время революции 1917 года в здании располагалось управление ВЧК, а в 1950—1970-х годах — квартиры для военнослужащих. В 1986-м особняк передали Тресту столовых Тимирязевского района для организации ресторана, однако от этой идеи позднее отказались из-за активной антиалкогольной кампании Михаила Горбачёва. К 1990 году особняк оказался в аварийном состоянии: были утрачены межкомнатные перегородки, деревянный пол полностью прогнил, сохранилась только несущие конструкции. В связи с трудностью реставрации и отсутствием средств у местной администрации здание было решено снести. И только благодаря инициативе Анатолия Доронина дом удалось сохранить. К 1998 году в нём был проведён масштабный ремонт помещений — члены «Клуба» целиком на частные пожертвования восстановили особняк и прилегающую территорию.

### Конфликт 2009 года
В 2008 году работы из коллекции музея стали предметом спора между музеем и наследницей Валентиной Васильевой. В 2009—2010 годах музей стал объектом рейдерской атаки, инициатором которой стала инвестор Любовь Высоцкая, привлечённая Васильевой для изъятия картин из музея. Одним из эпизодов конфликта стал поджог, в результате которого был полностью уничтожен третий этаж, деревянные перегородки и часть крыши. После проведённой реконструкции учреждение было реорганизовано и стало функционировать под названием «Музей славянской культуры Константина Васильева». К 2018 году экспозиция насчитывала более четырёхсот работ художника.
После смерти матери Васильева в 2007 году в наследство вступила младшая сестра художника Валентина. Между ней и Клубом неоднократно возникал конфликт по поводу продажи картин: оспаривая право музея на владение полотнами, Валентина Васильева продавала картины частным лицам. В 2008 году к Васильевой обратилась проживающая в Англии инвестор Любовь Высоцкая с предложением помочь изъять полотна из музея. Васильева ответила согласием и подписала на Высоцкую доверенность, дающую ей право вести дела от лица наследницы художника. В результате инвестор обратилась в Бутырский суд с иском о неправомерном нахождении полотен Константина Васильева в музее, по итогам рассмотрения которого суд постановил изъять из учреждения пятнадцать картин и передать их младшей сестре художника. Руководству Клуба не удалось обжаловать постановление в отведённые законом сроки, в связи с чем Анатолий Доронин обратился в юридическую фирму «Частное право» с просьбой провести экспертизу и взять работы на сохранение. В результате неправомерных действий фирмы пятнадцать полотен не были возвращены в музей и были спрятаны в неизвестном месте, а Доронин обратился в прокуратуру с заявлением о пропаже полотен.

Спустя месяц фирма предъявила Клубу ультиматум — музей должен был передать во владение «Частного права» документы на здание и территорию учреждения. В это же время директор музея сообщил о риске рейдерского захвата земли: 
Рейдеры, прикрываясь судебным решением об изъятии у нас картин, хотят отобрать здание и нашу землю. На этой земле они хотят строить жилые дома.
Через несколько дней в здании случился пожар, уничтоживший третий этаж, деревянные перекрытия, а также частично повредивший крышу. Следствие установило, что лестница и территория вокруг дома были политы бензином, а затем намеренно подожжены неизвестными лицами. Во время происшествия картины не пострадали — несколькими днями ранее они были вывезены Валентиной Васильевой. Согласно расследованию корреспондента Комсомольской правды Александра Пономарёва, инициатором событий стала инвестор Любовь Высоцкая, заинтересованная в дорогой музейной земле.
Пятнадцать пропавших полотен были найдены только в 2010 году и возвращены Валентине Васильевой. Выиграв более тридцати судебных исков у фирмы «Частное право», Клуб получил право на владение частью картин и продолжил музейную деятельность. После пожара в особняке Лианозова провели масштабный ремонт, длившийся три года. Экспозиция была открыта в 2012 году после реорганизации, финансирование которой осуществлялась за счёт поклонников творчества художника. Поскольку часть картин Васильева была передана сестре, руководство музея приняло решение переименовать учреждение в Славянский центр и экспонировать работы других художников, пишущих на славянскую тематику. По состоянию на 2018 год работники музея добиваются признания работ Васильева национальным достоянием, статус которого позволяет сохранить картины от продажи частным лицам.

## Экспозиция

### Главный зал
Экспозиция музея располагается в пяти залах и по состоянию на 2018 год насчитывает около четырёхсот работ художника. В двух залах экспонируются работы Васильева, а в остальных с 2012 года выставляются работы Виктора Гончарова, Андрея Клименко, Всеволода Иванова, Владимира Сёмочкина и его братьев. Все полотна посвящены славянской тематике и написаны в разных техниках: с использованием чеканки, мозаики, масла и бересты.
С 1969 года Васильев начал совмещать в своих творениях черты символизма и реализма. Первая мифологическая картина называлась «Северный орёл» и была написана под впечатлением от рассказа близкого друга художника, увидевшего сидящего на ветке орла. Осваивая новый для себя жанр, Васильев намеренно изображал героев в неправильных пропорциях, стремясь передать символизм мифических сюжетов. На картине «Северный орёл» Васильев впервые подписался новым псевдонимом: «Константин Великорус».
В главном зале представлена картина «Святовит», написанная в 1969 году. На ней изображён бог войны и победы западных славян, в честь которого по легенде был установлен храм на острове Руян. Работа стала первой из серии полотен, посвящённых пантеону славянских богов. Центральными экспонатами коллекции являются картины «Велес» и «Человек с филином». Названия полотнам были даны друзьями художника: из-за внезапной смерти Васильев не успел их подписать. Картина «Человек с филином» изображает мудреца, у ног которого расположен сгорающий свиток, напоминающий карту России. Пожар начинается на севере, символизирующем место зарождения духовности, в то время как пепел от сгорающей бумаги переходит в росток дуба. В правой руке старец держит свечу, а на левой сидит филин, также являющийся символом мудрости. Рядом висят картины «Ожидание» и «У чужого окна», написанные незадолго до смерти художника в 1976 году. По замыслу Васильева, полотна отображают символы женственности и мужественности: образы русской женщины-поморки и мужчины северянина. Тут же размещено произведение «Жница», подаренное художником на 50-летие матери. На ней изображена девушка, стоящая у кровоточащей берёзы с серпом в руке, направленным на её сердце. На голове жницы расположен венок из васильков — символ связи с загробным миром.
В экспозиции представлена работа «Русалка», отображающая трагические события в семье художника: под образом русалки кроется младшая сестра Людмила, погибшая в семнадцатилетнем возрасте от полученной дозы радиации во время купания в заражённом озере. Согласно легендам, погибшие незамужние девушки становились русалками и жили у берегов водоёма: на картине также изображена девушка, сидящая рядом с лесным озером и смотрящая вдаль.
Особенностью работ Васильева является малое количество используемых красок — в связи с экономией он использовал всего 2-3 цвета, что придавало полотнам необычный вид. Примерами таких картин являются «Свияжск», где изображена медвежья гора из родных мест художника и девушка в красном сарафане — народном костюме XV-XVII веков, а также работа «Над Волгой». На последнем полотне изображён Один с тотемом чёрного ворона, а на его правом плече указан знак Валькнут.
На противоположной стене большого зала экспонируется триптих, посвящённый Слову о полку Игореве. Васильев успел написать только две картины из серии: портреты князя Игоря и Ярославны, в то время как битва с половцами осталась только в эскизах. На картинах князь Игорь изображён с христианским крестом, в то время как Ярославна молится языческим силам: солнцу, ветру и воде.

### Былинная серия
Второй зал музея посвящён «былинной» серии. Здесь висят картины, иллюстрирующие сказку «Садко»: «Садко в море» и «Садко и владыка морской». Они выполнены с использованием редкого синего цвета и украшены орнаментом. Рядом экспонируется работа «Дар Святогора». Согласно легенде, богатырь Илья Муромец посетил Святогора для получения дополнительной силы и мудрости. Особую ценность представляет полотно «Илья Муромец и голь кабацкая», являющейся аллюзией на фреску Леонардо да Винчи «Тайная вечеря». В центре, на месте Иисуса, изображён сам художник в образе Ильи Муромца, а по бокам сидят двенадцать друзей и пьют вино. В «былинную» серию также входят работы «Авдотья Рязанка», «Рождение Дуная» и «Сражение на Куликовской битве».
К 2018 году музейный участок достиг площади в два гектара, и вдоль всего периметра были установлены скульптуры, созданные по мотивам картин Васильева. Рядом с усадьбой возвели деревянный дом, стилизованный под избу и предназначенный для Центра Искусств. В нём проходят лекции, семинары и научные конференции.

## Мероприятия
С 1998 года Музей Константина Васильева стал центром сбора традиционалистских, неоязыческих и славянских организаций. В 1999 году здесь прошёл творческий вечер журнала «Наследие предков», на котором выступали приглашённые гости: главный редактор журнала «Расология» Владимир Авдеев, рунолог Антон Платов, издатель газеты «Империя» Игорь Дьяков, а также учёный секретарь Павел Тулаев.
С 2005 по 2012 года здесь прошли выставки Валерия Сёмочкина «Касание сварога», этнографическая экспозиция «Русь музыкальная — труд и праздник» под руководством московского историка Ильи Ахрамеева, а также многочисленные музыкальные концерты и лекции, посвящённые славянской культуре.